# Jo Kyung-ran
Jo Kyung-ran, in hangŭl: 조경란 (Seul, 1969), è una scrittrice sudcoreana.

## Biografia
Nata nel 1969 a Seul, ha studiato scrittura creativa all'Istituto delle Arti di Seul.
Ha esordito nella narrativa nel 1996 con il racconto The French Opticiani risultato vincitore del Premio Donga-Ilbo e da allora ha pubblicato raccolte di racconti e romanzi tradotti in tedesco e giapponese.
Tra i riconoscimenti ottenuti si segnala il Premio letterario Dong-in nel 2008 e il Premio letterario Yi Sang del 2024.

## Opere tradotte in italiano

### Romanzi
- Una dolce voluttà[6] (Hyo, ), Milano, Piemme, 2011 traduzione di Vincenza D'Urso ISBN 978-88-566-1140-3.

## Premi e riconoscimenti

### Vincitrice
Premio letterario Dong-in
- 2008 con 풍선을 샀어[7]

Premio letterario Yi Sang
- 2024 con 일러두기[8]